# Club de Remo Cedeira
El Club de Remo Cedeira es un club deportivo gallego que ha disputado regatas en todas las categorías y modalidades de banco fijo, bateles, trainerillas y traineras, y también del banco móvil, desde su fundación en 1960. Desde 2017 disputa la Liga Gallega de Traineras en su segunda división.

## Historia
En los comienzos de la institución había dos clubes en la localidad, el Club de Remo Cofradía de Pescadores y el Club de Remo Cedeira, pero tras un periodo de tiempo juntos, la cofradía desapareció.